# SS Gdynia
Gdynia – polski statek wycieczkowy sprzed II wojny światowej, zmobilizowany w przededniu wojny jako okręt baza ORP "Gdynia". Był pierwszą jednostką o tej nazwie służącą w polskiej Marynarce Wojennej.

## Budowa
Wraz z rozwojem turystyki na Wybrzeżu w latach dwudziestych XX wieku rosło zapotrzebowanie na statki-wycieczkowce dla rosnącej liczby urlopowiczów. Początkowo potrzeby te wypełniały statki Wolnego Miasta Gdańska, lecz wraz z powstaniem polskiej floty handlowej, pojawiła się świadomość konieczności rozwoju także polskiej przybrzeżnej floty pasażerskiej. 13 września 1926 Minister Komunikacji podpisał ze stocznią Danziger Werft (Stocznią Gdańską, dawną Stocznią Cesarską) umowę na budowę dwóch statków pasażersko-salonowych, późniejszych "Gdynia" i "Gdańsk". Dążenie do skonstruowania statków uniwersalnych – do krótkich rejsów po Zatoce Gdańskiej i kilkudniowych wycieczek spowodowało, że nie były one udane – przez zastosowanie jednej śruby były mało zwrotne, o sporym zanurzeniu i słabych własnościach morskich. Nie osiągnęły też kontraktowej prędkości 12 węzłów. Budowę "Gdyni" ukończono pod koniec lipca 1927, weszła ona do eksploatacji jako druga po "Gdańsku".

## Służba jako statek
Armatorem statku była Żegluga Polska. Służbę "Gdynia" rozpoczęła od pełnienia funkcji jachtu prezydenta Polski Ignacego Mościckiego podczas jego wizyty w Gdyni 3-6 sierpnia 1927. W roli jachtu prezydenckiego wykorzystywana była jeszcze kilka razy. Już w sierpniu statek odbył pierwszy rejs wycieczkowy na Bornholm. Zimą 1927/1928 "Gdynia" została przebudowana dla lepszego przystosowania do wycieczek bałtyckich. W tym celu część pomieszczeń zaadaptowano na 2-4-osobowe kabiny, podwyższono też burty na śródokręciu, co zwiększyło nieco dzielność morską statku. Zmiany te pociągnęły za sobą różnice w wyglądzie i niewielkie zwiększenie pojemności w stosunku do bliźniaczego "Gdańska" – z 547 BRT / 234 NRT na 586 BRT / 281 NRT. Statek używany był następnie do rejsów na Zatoce Gdańskiej, ale także do rejsów do zagranicznych portów bałtyckich (szwedzkich, duńskich, fińskich, estońskich, łotewskich, norweskich). Mógł zabrać 70-90 pasażerów kabinowych lub do 700 pasażerów w krótkich rejsach na Zatoce Gdańskiej. Kapitanem statku był m.in. Edward Pacewicz. W najlepszym sezonie 1928 "Gdynia" odbyła 16 wycieczek, przewożąc ok. 1250 pasażerów. W 1931 przystosowany do dłuższych międzynarodowych rejsów, przez zabudowę kabin sypialnych dla 70 pasażerów. Z powodu silnego kołysania statku, rejsy wycieczkowe na pełnym morzu jednak często były męczące dla pasażerów – inż. Aleksander Potyrała zapisał we wspomnieniach, że "Gdynią" rzadko kto chciał jechać drugi raz na wycieczkę. Prawdopodobnie ostatnim sezonem wycieczkowym było lato 1934. Podczas jednego z ostatnich rejsów na Bornholm, cierpiący na chorobę morską pasażerowie wręcz zażądali powrotu do Polski, nie domagając się zwrotu pieniędzy. W dalszym ciągu statek później wykorzystywany był, razem z "Gdańskiem", w razie szczytów przewozowych na liniach między Gdynią a Helem lub Jastarnią.

## Służba jako okręt
Tuż przed wybuchem II wojny światowej, 28 sierpnia 1939, statek został zmobilizowany przez Marynarkę Wojenną, jako nieuzbrojony okręt-baza dla Oddziału Kutrów Trałowych – flotylli zmobilizowanych kutrów rybackich. Dowództwo objął por. mar. rez. Stanisław Kosko, a znaczna część załogi składała się z dotychczasowej załogi cywilnej. Na pokład zaokrętowano kilkudziesięciu rezerwistów i marynarzy ze Szkoły Specjalistów Morskich, mających stanowić załogi kutrów.  Banderę wojenną pierwszy raz ORP "Gdynia" podniosła 1 września 1939. Okrętu nie zdążono przemalować i pozostał w pokojowym, białym, dobrze widocznym malowaniu. Tego dnia okręt przebywał w porcie na Oksywiu, gdzie przetrwał nalot niemiecki na port.
ORP "Gdynia" został zatopiony przez niemieckie bombowce nurkujące Junkers Ju 87 Stuka z dywizjonu IV/LG.1 2 września 1939 około 11.30, zakotwiczony na Zatoce Puckiej w odległości ok. 2-3 mil morskich od Jastarni. Z około 100 osób przebywających na pokładzie, zginęło ok. 35-40, w tym dowódca, który zmarł w szpitalu. Pewna liczba strat nie jest znana z powodu utraty wraz ze statkiem dokumentacji odnośnie do liczby osób znajdujących się na pokładzie. Po wojnie wrak został pocięty na złom w miejscu zatonięcia.